# Electric (musikalbum)
Electric är den brittiska popduon Pet Shop Boys elfte studioalbum, utgivet 15 juli 2013. Det är gruppens första album som inte ges ut på skivbolaget Parlophone. Den första singeln från albumet var "Axis" utgiven i maj 2013, vilken följdes av "Vocal" i juni. Därefter släpptes "Love is a Bourgeois Construct" som singel i september och "Thursday", en duett med rapparen Example, i november. Albumet promotades av Pet Shop Boys med världsturnén Electric Tour med konserter i Europa, Nord- och Sydamerika samt Asien. Skivan innehåller en cover på Bruce Springsteens låt "Last to Die".

## Låtlista
1. "Axis" 5:32
2. "Bolshy" 5:44
3. "Love Is a Bourgeois Construct" 6:41
4. "Fluorescent" 6:14
5. "Inside a Dream" 5:37
6. "The Last to Die" 4:12
7. "Shouting in the Evening" 3:36
8. "Thursday" (feat. Example) 5:02
9. "Vocal" 6:34